# Pierre Le Verrat
Pierre Le Verrat, seigneur de Crosne, écuyer de l'écurie du roi Charles V de France, compagnon du roi Charles VI de France, bailli de Montargis et prévôt de Paris pendant la guerre de Cent Ans. 

## Biographie
La famille Le Verrat constitue la famille de petite noblesse du village de Bassou, en face de la confluence de l'Yonne et du Serein. La famille y est connue depuis 1292. Le fief est vassal de la très ancienne et influente seigneurie de Seignelay. 
Pierre le Verrat commence par être appelé sous la forme diminutive Perrenet Le Verrat. En 1403, il est écuyer de Charles de Savoisy seigneur de Seignelay et chambellan du Roi. A l'intigation de son maître, il est allé violemment agresser Jean de Morgneval. 
Ecuyer du Roi en 1407. Premier écuyer du corps du duc de Guyenne (fils de Charles VI) de 1407 à 1415. Echanson du Roi en 1411. Capitaine de Villeneuve-le-Roi (aujourd'hui Villeneuve-sur-Yonne) et de la Grosse Tour du lieu de 1411 à 1415. 
Institué bailli de Montargis le 27 décembre 1415, il est envoyé, après l'attentat de Montereau, en Picardie et Champagne avec la mission d'annoncer la fin tragique du duc de Bourgogne.
Le 11 mai 1419, il reçoit 200 francs pour le dédommager d'avoir perdu des chevaux en la compagnie des Anglais en se rendant à Provins vers le duc de Bourgogne durant les négociations de paix entre les deux royaumes. 
Après la prise de Paris par les Anglais en 1420, durant la guerre de Cent Ans, il est nommé capitaine du château de Vincennes la même année. Il sera nommé également capitaine des garnisons de Melun et de Sens.
Il fut nommé, prévôt de Paris le 31 juillet 1421, en remplacement de Jean de La Baume. Il assuma cette charge que quelques mois et fut lui-même remplacé par Simon Morhier.
Il est titré seigneur de Crosne à partir de 1421. 
En 1423, il est capitaine et garde de la maison de Beauté-sur-Marne, et du château du bois de Vincennes (où décède le roi Henri V d'Angleterre). 
Il figure au début de l'année 1423, parmi les officiers du régent qui négocièrent la reddition de Meulan. 
Pierre Le Verrat se signala dans la garde des forteresses de Sens, de Melun, du bois de Vincennes et reçut pour gages arriérés une portion de la châtellenie de La Queue-en-Brie, qui avait été confisquée à Jeanne Gencien, avec la terre de Granpré plus une maison dénommée maison de Buye. Pendant qu'il était capitaine de Sens, en 1426, cinq otages confiés à sa garde par Thomas Montaigu comte de Salisbury trompèrent la surveillance du lieutenant de Pierre le Verrat, alors à Paris, et s'échappèrent par les fossés ; le comte de Salisbury rendit Pierre Le Verrat civilement responsable de l'évasion et l'assigna devant le Parlement de Paris.
Le 26 juillet 1427, il défile à Montereau avec une compagnie de 14 écuyers hommes d'armes, devant Thomas Gerard (Anglais) capitaine de Montereau et Pierre Gautier grainetier de Montereau. 
EN 1427-1428, on lui offre un cochon acheté huit sous (il se nomme Le Verrat !). 
Le 14 novembre 1432, Pierre Le Verrat fut chargé par le Parlement de Paris d'arrêter toutes les dispositions concernant les obsèques et funérailles de la duchesse de Bedford Anne de Bourgogne.
Le 12 janvier 1436, il participa aux délibérations du Conseil de Paris afin d'organiser la défense de la capitale menacée par les armées du roi de France. Après l'expulsion des Anglais, il dut se retirer auprès du duc de Bourgogne, dont il devint l'un des conseillers. Ses biens furent confisqués, par le Royaume de France, et attribué au sieur de Coëtivy avec 2 000 saluts d'or provenant du douaire de sa fille. Pierre le Verrat mourut avant septembre 1440.

## Généalogie
Catherine Alory fut mariée en 1re noces avec  Guillaume Barbery, seigneur d'Esclimeu-en-Artois, Écuyer d'écurie de Charles VI avec lequel elle eut :
- Nicole Barbery  mariée avec Pierre des Landes, changeur, général maître des Monnaies du royaume de France
- Marie Barbery, mariée avec Jean Piedefer, avocat en Parlement

Devenue veuve elle se marie en secondes noces en septembre 1419 avec Pierre Le Verrat, seigneur de Crosnes, avec lequel elle eut
- Denise Le Verrat, mariée à Jacques Bernardini, un marchand lucquois établi à Paris qui en 1436 se réfugia à la Bastille avec les Anglais et se retira à Rouen.
- Marguerite Le Verrat mariée avec Jean de Chanteprime, seigneur de Bonneuil-sur-Marne, fils de Jehan de Chanteprime. La famille Chanteprime[5], originaire de Sens, connue depuis 1334, a fourni la fine fleur du gouvernement des « Marmousets »[6].